# Lichtenberg (Italië)
Lichtenberg (Italiaans: Montechiaro) is een klein dorp in Zuid-Tirol (Trentino-Zuid-Tirol, Italië) tussen Glurns (Glorenza) en het centrum van Prad am Stilfserjoch (Prato allo Stelvio). Het dorp behoort tot die tweede gemeente. Boven Lichtenberg ligt de ruïne van het Kasteel Lichtenberg, waar de plaats ook haar naam aan dankt.
Het dorp is gelegen in het Stelvio Nationaal Park. Er lopen diverse wandelroutes langs. Lichtenberg telt 400 inwoners.
Agums · Lichtenberg · Prad · Spondinig